# Cantó de Vença
El cantó de Vença és un cantó francès del departament dels Alps Marítims, situat al districte de Grassa. Té 3 municipis i el cap és Vença.

## Municipis
- La Gauda
- Sant Joanet
- Vença

## Història
| Data d'elecció                           | Identitat          | Partit           | Qualitat |
| ---------------------------------------- | ------------------ | ---------------- | -------- |
| 1958-1966                                | Emile Hugues       | CR               |          |
| 1966-1976                                | Jean Maret         | CR               |          |
| 1976-1982                                | Jean-Michel Galy   | PS               |          |
| 1982-1983                                | Jacques Falcoz     | RPR              |          |
| 1983-1994                                | Bernard Demichelis | RPR              |          |
| 1994-2008                                | Pierre Fouques     | RPR, després UMP |          |
| 2008-                                    | Anne Sattonnet     | UMP              |          |
| les dades anteriors no són pas conegudes |                    |                  |          |
|                                          |                    |                  |          |

| 1962 | 1968 | 1975 | 1982 | 1990 | 1999   | 2007   |
| ---- | ---- | ---- | ---- | ---- | ------ | ------ |
| -    | -    | -    | -    | -    | 26.746 | 29.794 |